# Whitall Perry
Pour les articles homonymes, voir Perry.
Whitall Nicholson Perry ou Whitall N. Perry (19 janvier 1920 - 18 novembre 2005) est un auteur américain né à Belmont (Massachusetts), membre de l'« école pérennialiste » ; celle-ci est fondée essentiellement sur la pensée de René Guénon, Ananda Coomaraswamy et Frithjof Schuon. L'ouvrage majeur de Perry, A Treasury of Traditional Wisdom, réunit des milliers de citations des spiritualités de toutes les traditions et de toutes les époques, étayées de commentaires.

## Biographie
Selon Harry Oldmeadow, Whitall Perry est un des principaux auteurs pérennialistes d'origine américaine. Initialement intéressé par Platon et le Védanta hindou, il entreprend des voyages en Orient, avant de s'établir au Caire en 1946 avec son épouse. Il y tisse des liens étroits avec le métaphysicien français René Guénon, ce qui le conduit à adhérer à la tariqa de Frithjof Schuon.
Il quitte Le Caire en 1952, un an après la mort de Guénon, et s'installe à Lausanne à proximité de Schuon, dont il devient un proche collaborateur. Lorsque ce dernier émigre aux États-Unis en 1980, Perry et sa femme le suivent. Il décède en 2005 à Bloomington, dans l'état d'Indiana.

## Œuvre
Le métaphysicien et historien de l'art Ananda Coomaraswamy, que Perry avait connu lors de ses études à Harvard, avait lancé l'idée d'une encyclopédie qui recueillerait les sagesses du monde entier. C'est Perry qui accomplira cette tâche, qui lui prit 17 ans, et qui aboutira à la publication en 1971 de A Treasury of Traditional Wisdom. Ce recueil de plus de 1100 pages rassemble des milliers de citations de toutes les grandes traditions religieuses et ésotériques, appuyées de commentaires se référant largement aux écrits de Guénon, Coomaraswamy et Schuon.
En 1978, un éditeur anglais lui commande une étude sur Georges Gurdjieff afin « d'aider à dissiper les confusions qui entourent le thaumaturge arménien » ; l'ouvrage critique s'intitulera Gurdjieff à la lumière de la tradition. Il est également l'auteur de The Widening Breach: Evolutionism in the Mirror of Cosmology (1995) et Challenges to a Secular Society (1996), un recueil d'essais sur le pseudo-mysticisme suscité par les drogues,  la réincarnation, la psychothérapie, les « gourous » modernes, Shakespeare, la cosmologie et la psychologie.
Perry a également publié une vingtaine d'articles dans la revue anglaise Studies in Comparative Religion où il aborde divers sujets métaphysiques et religieux.

## Œuvres
- Challenges to a Secular Society, préface de Seyyed Hossein Nasr, Oakton/Virginia, Foundation for Traditional Studies, 1996  (ISBN 978-096299843-0).
- The Widening Breach: Evolutionism in the Mirror of Cosmology, San Francisco, Harper & Row, 1995  (ISBN 978-187019613-0).
- Gurdjieff à la lumière de la tradition, Paris, Trédaniel, 1990  (ISBN 978-096299843-0).
- A Treasury of Traditional Wisdom, New York, Simon & Schuster, 1971; réédition avec une préface de Marco Pallis et une introduction de Huston Smith, San Francisco, Harper & Row, 1986; réédition Louisville/Kentucky, Fons Vitae, 2000; réédition sous le titre de The Spiritual Ascent: A Compendium of the World's Wisdom, Fons Vitae, 2008.

### Compilation d'écrits de Whitall Perry
- The Essential Whitall Perry, avant-propos de William Stoddart, préface de Harry Oldmeadow, Bloomington/Indiana, World Wisdom, 2024  (ISBN 978-1-936597-78-9).